# Muhammad ibn Jahja sz-Szúli
Abu Bakr Muhammad ibn Jahja sz-Szúli (arab betűkkel أبو بكر محمد بن يحيى الصولي – Abū Bakr Muḥammad ibn Yaḥyā ṣ-Ṣūlī; ? – Baszra, 946) arab író, költő, történetíró volt.
Szúli valamikor 902 és 908 körül tett szert jelentőségre satrandzsjátékosként (a sakk elődje), amikor legyőzte al-Muktafi bagdadi kalifa udvari satrandzsbajnokát, al-Mavardit. Utóbbi kiesett a kalifa kegyeiből, és Szúli került a helyébe. Al-Muktafi halála után Szúlit az őt követő uralkodók, al-Muktadir és ar-Rádí is kegyeikbe fogadták.Szúli satrandzstehetsége legendássá vált, a mai napig minden idők egyik legjobb arab játékosának tartják. Életrajzírója, Ibn Hallikán azt írta, hogy még az ő idejében is Szúlihoz hasonlították a legjobb satrandzsjátékosokat. Kevés adat maradt fenn életéből, de még ismert pár játszmájának végjátéka. Kortársai azt is megemlítik, hogy bekötött szemmel is jól játszott. Szúli tanította is a satrandzsot, legismertebb tanítványa Ladzsládzs („a hebegő”).Kitáb fi s-satrandzs („A satrandzs könyve”) című írása élete egyik fő műve, az első tudományos könyv, amelyet egy sakkhoz hasonló játék stratégiájáról írtak. A könyvben szerepelnek gyakori nyitások leírásai, gyakori játék közbeni problémák és végjátékok. Ebben szerepel a huszárvándorlás-probléma (knight’s tour) első ismert leírása is. Később több európai író is Szúli munkájára alapozta sakkról szóló művét.
|   | a  | b  | c  | d  | e  | f  | g  | h  |   |
| 8 | a8 | b8 | c8 | d8 | e8 | f8 | g8 | h8 | 8 |
| 7 | a7 | b7 | c7 | d7 | e7 | f7 | g7 | h7 | 7 |
| 6 | a6 | b6 | c6 | d6 | e6 | f6 | g6 | h6 | 6 |
| 5 | a5 | b5 | c5 | d5 | e5 | f5 | g5 | h5 | 5 |
| 4 | a4 | b4 | c4 | d4 | e4 | f4 | g4 | h4 | 4 |
| 3 | a3 | b3 | c3 | d3 | e3 | f3 | g3 | h3 | 3 |
| 2 | a2 | b2 | c2 | d2 | e2 | f2 | g2 | h2 | 2 |
| 1 | a1 | b1 | c1 | d1 | e1 | f1 | g1 | h1 | 1 |
|   | a  | b  | c  | d  | e  | f  | g  | h  |   |

Szúli satrandzsproblémája, a „Szúli gyémántja” több mint ezer évig megoldatlan maradt.
David Hooper és Ken Whyld az 1980-as évek végén tanulmányozták, de nem tudták megoldani. Végül Jurij Averbah orosz sakknagymester oldotta meg.
Mivel ez satrandzs, a „királynő” (vezír) nagyon gyenge bábu, csak egyet tud lépni átlósan. A satrandzsban úgy is lehet nyerni, hogy a királyon kívül minden bábut leütnek. A probléma nem olyan bonyolult, mint azt állítják, és egy jó sakkjátékos, aki alkalmazkodik a régi szabályokhoz, képes megoldani.
A megoldás Hans Ree The Human Comedy of Chess című könyve szerint 1. Kb4.